# L’Abbaye
L’Abbaye − miejscowość i gmina (commune) w zachodniej Szwajcarii, w kantonie Vaud, w okręgu (district) Jura-Nord vaudois. Leży nad jeziorem Lac de Joux. 

## Demografia
W L’Abbaye mieszka 1516 osób. W 2021 roku 15,4% populacji gminy stanowiły osoby urodzone poza Szwajcarią.

## Transport
Przez teren gminy przebiegają drogi główne nr 129 i nr 130.